# Bogdan Milić
Bogdan Milić (cyrilicí Богдан Милић, * 24. listopadu 1987, Podgorica) je černohorský fotbalový útočník, momentálně hrající za uzbecký celek FK Andijon.

## Klubová kariéra
Svoji fotbalovou kariéru začal v FK Mladost Podgorica, kde prošel všemi mládežnickými kategoriemi. V roce 2000 se propracoval do prvního týmu. Následně působil v FK Budućnost Podgorica a poté zamířil do ADO Den Haag. Následně se upsal klubu Křídla Sovětů Samara. V říjnu 2010 podepsal kontrakt s FC Viktoria Plzeň. Před jarem 2011 odešel do PFK Spartak Nalčik. Plzeň v sezoně 2010/11 získala mistrovský titul, na kterém se hráč částečně podílel. V roce 2011 nastupoval za Gwangju FC. Poté posílil Suwon City FC. V roce 2014 zamířil do FK Rudar Pljevlja. V létě 2015 se vrátil do Mladost Podgorica.